# Michaël Bultheel
Michaël Bultheel, född 30 juni 1986, är en friidrottare från Belgien. Han deltog vid olympiska sommarspelen 2012 och olympiska sommarspelen 2016.